# Maria Schmolln
Maria Schmolln is een gemeente in de Oostenrijkse deelstaat Opper-Oostenrijk, gelegen in het district Braunau am Inn (BR). De gemeente heeft ongeveer 1300 inwoners.

## Geografie
Maria Schmolln heeft een oppervlakte van 34,49 km². Het ligt in het middennoorden van het land. De gemeente is niet ver verwijderd van de Duitse grens.

## Bedevaart

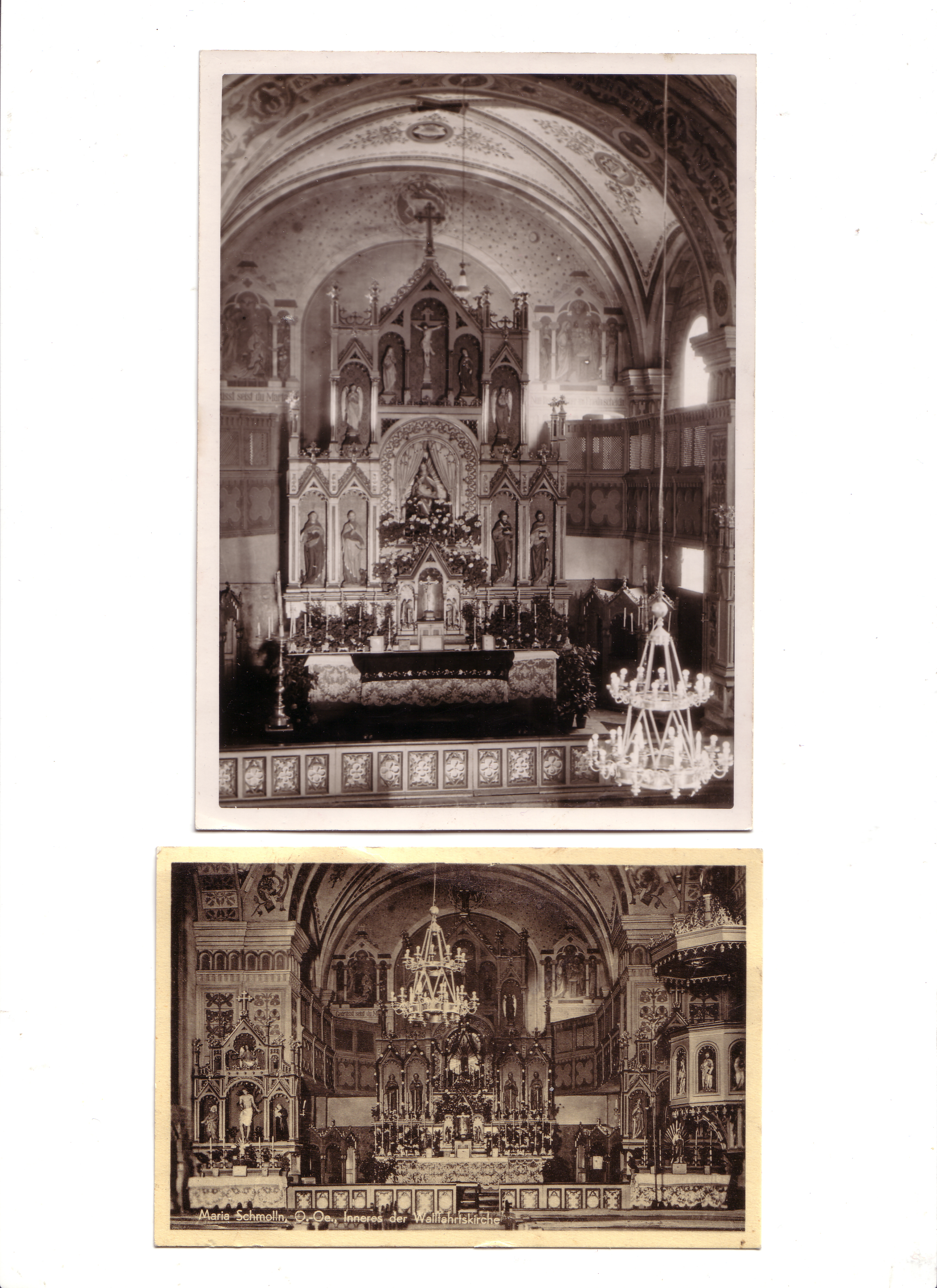
Interieur van de bedevaartskerk voor 1962

Maria Schmolln is vooral als bedevaartsoord bekend.
Volgens de overlevering zou in 1735 de landbouwer Michael Priewasser als aandenken aan zijn vermiste zoon een mariabeeld in een boom gehangen hebben. Voorbijgangers zouden daardoor aangepoord worden om voor zijn zoon te bidden. Reeds in 1784 werd wegens de groeiende populariteit van de plaats een houten kapel gebouwd, die evenwel in 1810 op bevel van de overheid moest afgebroken worden. Het mariabeeld werd evenwel verder vereerd en in 1850 kwam er een nieuwe houten kapel. Er kwam een eetgelegenheid en door ontginning van de omgeving kwamen er boerderijen bij, waardoor de plaats groeide. De bewoners richtten in eigen beheer de huidige bedevaartskerk op, die samen met een franciscanerklooster en een school in 1863 ingewijd werd.
In 1880 werd aan de noordzijde van de houten kapel de huidige kapel van barmhartigheid aangebouwd.
Altheim · Aspach · Auerbach · Braunau am Inn · Burgkirchen · Eggelsberg · Feldkirchen bei Mattighofen · Franking · Geretsberg · Gilgenberg am Weilhart · Haigermoos · Handenberg · Helpfau-Uttendorf · Hochburg-Ach · Höhnhart · Jeging · Kirchberg bei Mattighofen · Lengau · Lochen am See · Maria Schmolln · Mattighofen · Mauerkirchen · Mining · Moosbach · Moosdorf · Munderfing · Neukirchen an der Enknach · Ostermiething · Palting · Perwang am Grabensee · Pfaffstätt · Pischelsdorf am Engelbach · Polling im Innkreis · Roßbach · St. Georgen am Fillmannsbach · St. Johann am Walde · St. Pantaleon · St. Peter am Hart · St. Radegund · St. Veit im Innkreis · Schalchen · Schwand im Innkreis · Tarsdorf · Treubach · Überackern · Weng im Innkreis
- Gemeinsame Normdatei: 7673510-2
- Virtual International Authority File: 238816797
- WorldCat: E39PCjCxVyb7KKqYGr4mpJXrYK